# Tiimi Melei
Tiimi Melei est un homme politique tuvaluan.

## Biographie
Ayant grandi sans son père, il quitte l'école après l'enseignement primaire pour travailler et subvenir aux besoins de sa mère et de la famille. Suivant les conseils de sa mère, il reprend toutefois sa scolarité à l'âge de 18 ans, commençant son enseignement secondaire dans des classes où les autres élèves sont bien plus jeunes que lui. Il devient policier aux Tuvalu, métier qu'il interrompt pour aller à l'université. Ayant terminé ses études à l'université Victoria de Wellington à distance depuis les Tuvalu où il s'occupe de sa mère atteinte d'un cancer, il obtient en 2016 un diplôme de Master en criminologie, ayant étudié les raisons sociologiques pour le faible taux de criminalité et d'incarcération dans son pays.
Élu député de l'atoll de Nanumea au Fale i Fono (le parlement national) aux élections législatives tuvaluanes de 2019, il est nommé ministre de l'Éducation, de la Jeunesse et des Sports par le Premier ministre Kausea Natano. En 2020, grâce à une aide financière de la Banque mondiale, son ministère met en place un ensemble de politiques pédagogiques pour les écoles maternelles, dont une formation des maîtres. Il conserve son siège de député aux élections de 2024, mais n'est pas intégré au gouvernement du nouveau Premier ministre Feleti Teo.